# Dubá
Dubá (niem. Dauba) − miasto w Czechach, w kraju libereckim. Według danych z 31 grudnia 2003 powierzchnia miasta wynosiła 6 060 ha, a liczba jego mieszkańców 1 753 osób.

## Demografia
| Rok             | 1970  | 1980  | 1991  | 2001  | 2003  |
| --------------- | ----- | ----- | ----- | ----- | ----- |
| Liczba ludności | 2 116 | 1 999 | 1 723 | 1 757 | 1 753 |

Źródło: Czeski Urząd Statystyczny